# 8/15
eight-fifteen （エイト・パー・フィフティーン）は、テレビ番組『進ぬ!電波少年』の企画「電波少年的15少女漂流記」の中で結成された音楽グループである。詳しくは、進ぬ!電波少年#電波少年的15少女漂流記を参照されたい。

## メンバー
- つぶらまひる
- 野崎恵
- 黒沢宗子（現：黒沢かずこ（森三中））
- 中村永美（現：中村エミ）
- 伊藤麻子（現：いとうあさこ）
- 宮崎景子
- 津川友美
- 斉藤ゆり

## シングル
- Vibe,Survive（2001年7月25日）東芝EMI
  1. Vibe,Survive（作詞・作曲：久保田利伸、編曲：柿崎洋一郎）
  2. Vibe,Survive（original karaoke）
  3. 電波少年的Vibe,Survive（original sound track?）